# Décret du 31 janvier 1935
Le décret du 31 janvier 1935 organisant les services administratifs de la présidence du Conseil est un décret pris le 31 janvier 1935 par le président de la République Albert Lebrun, contresigné par le président du Conseil Pierre-Étienne Flandin et par le ministre des Finances Germain-Martin. Il organise comme son nom l'indique en application de la loi de finances de 1934 (article 23) les services de la présidence du Conseil ; c'est la première fois dans l'histoire de la IIIe République que le président du Conseil se voit doter de services spécifiques qui lui sont attachées en propre, auparavant il avait un poste ministériel (ministre de la Guerre, ministre de l'Intérieur, etc.) et se servait de son ministère pour effectuer les tâches spécifiques liées à la présidence du Conseil des ministres.
L'importance de ce décret tient également au fait qu'il reconnaît légalement l'existence du président du Conseil, qui avait été ignoré par les Lois constitutionnelles de 1875. À partir de ce décret il se voit doter des moyens d'être le véritable chef du gouvernement que la pratique avait fait de lui.

## L'organisation de la présidence du Conseil

### L'article 23 de la loi de finances de 1934
« Le ministre chargé de la présidence du conseil a sous sa direction:
- Les services administratifs de la présidence du conseil ;
- La direction générale des services d'Alsace et de Lorraine ;
- Le secrétariat général du conseil supérieur de la défense nationale ;
- Le conseil national économique ;
- Le conseil national de la main-d'œuvre ;
- Les services de la statistique générale de la France ; »

Il obtient ainsi des prérogatives primordiales en matière de défense et en matière économique.
Est ainsi consacrée par la loi la primauté du président du Conseil, qui est le véritable meneur du pays. Le renforcement de l'exécutif, par son organisation, intervient à l'époque où la pratique des décrets-lois devient courante : le Parlement sent de plus en plus la nécessité de redonner une place à l'exécutif.

### Le fonctionnement de la présidence du Conseil
L'article 1er donne l'organisation générale du service administratif. Sont ainsi attribués au président du Conseil quinze chargés de mission maximum (l'un d'eux pouvant exercer les fonctions de secrétaire général des services administratifs de la présidence du Conseil), un chef de bureau, un sous-chef de bureau, deux rédacteurs, un commis d'ordre et de comptabilité, servant de chef du service intérieur, un autre commis d'ordre et de comptabilité, et quatre huissiers dont un argentier. Des auxiliaires temporaires peuvent également être affectés.
L'article 4 dispose que le président du Conseil nomme par arrêté les membres de son service administratif, ce qui lui confère une maîtrise totale de son service. Il a également la possibilité d'attribuer des réprimandes, des blâmes, ou autre, s'il y a nécessité.

## La reconquête de l'exécutif
Ce décret s'inscrit dans un mouvement plus global qui a eu lieu au cours des années 1920 et 1930, celui de la réforme de l'État et de la montée en puissance vitale du pouvoir exécutif. La réflexion constitutionnelle à cette époque a déjà largement pris conscience des carences de la pratique des lois constitutionnelles de 1875 et propose des solutions pour améliorer le système. Le renforcement de l'exécutif en fait partie.
Le grand intérêt historique de ce décret est d'avoir le premier institué un service administratif attaché au président du Conseil, faisant de lui un personnage reconnu, un véritable chef de gouvernement. La IVe République, la première, constitutionnalisera la présidence du Conseil, en reprenant l'héritage de la IIIe République.